# Yelverton, Devon
Yelverton är en ort i Storbritannien.   Den ligger i grevskapet Devon och riksdelen England, i den södra delen av landet, 300 km väster om huvudstaden London. Yelverton ligger 193 meter över havet och antalet invånare är 1 001.
Terrängen runt Yelverton är platt åt sydväst, men åt nordost är den kuperad. Runt Yelverton är det ganska tätbefolkat, med 120 invånare per kvadratkilometer. Närmaste större samhälle är Plymouth, 14,1 km söder om Yelverton. Trakten runt Yelverton består i huvudsak av gräsmarker.